# Veritas: The Quest
(Episodio 1: Verità nascoste)
Veritas: The Quest è una serie televisiva creata nel 2003 da Patrick Massett e John Zinman e prodotta dalla rete televisiva statunitense ABC.
Come genere, Veritas appartiene al filone fantasy/avventura; la serie richiama i toni di Indiana Jones, con protagonisti una squadra di archeologi impegnata a svelare gli enigmi dell'universo.

## Trama
Nikko, un adolescente irrequieto in seguito alla morte della madre, viene espulso da ancora un altro collegio privato e torna a vivere con il padre, Solomon Zond. Il ragazzo scopre così che suo padre non è affatto un noioso archeologo e professore universitario come credeva, ma dirige la fondazione "Veritas", il cui scopo è rivelare la verità che si cela dietro ai più grandi misteri della storia e della civilizzazione.
Con l'aiuto dei suoi collaboratori, Solomon sta proseguendo gli studi intrapresi dalla moglie Haley, brillante archeologa, scomparsa mentre perlustrava un antichissimo sito archeologico davanti agli occhi di Nikko bambino. Una malvagia organizzazione segreta, chiamata "Dorna", ostacola con ogni mezzo l'attività di Veritas, in quanto interessata agli stessi antichi artefatti e al loro immenso potere. Nonostante Solomon sia inizialmente contrario, Nikko entra a far parte della squadra di Veritas, affrontando missioni pericolose in svariate parti del mondo e recuperando il suo rapporto con il padre.

## Personaggi
- Dr. Solomon Zond - (Alex Carter).
- Nikko Zond - (Ryan Merriman).
- Juliet Droil - (Cobie Smulders).
- Calvin Banks - (Eric Balfour).
- Maggie Hayes - (Cynthia Martells).
- Vincent Siminou - (Arnold Vosloo).

## Episodi
| Stagione       | Episodi | Prima TV originale | Prima TV Italia |
| -------------- | ------- | ------------------ | --------------- |
| Prima stagione | 13      | 2003               | 2005            |